# Крепостное право
Крепостно́е пра́во — совокупность юридических норм, закрепляющих запрет крестьянам уходить со своих земельных наделов без разрешения властей (то есть прикрепление крестьян к земле или «крепость» крестьян земле; беглые подлежат принудительному возврату), наследственное подчинение административной и судебной власти определённого феодала, лишение крестьян права отчуждать земельные наделы и приобретать недвижимость, иногда — возможность для феодала отчуждать крестьян без земель.

## Крепостное право в Западной Европе
Крайние формы крестьянской зависимости проходят волной от западного края Европы до восточного. Приход крепостного права соответствует определённому этапу развития общественно-политических отношений. Но поскольку развитие различных регионов Европы шло с разной скоростью (в зависимости от климата, населённости, удобства торговых путей, внешних угроз), то если крепостное право в одних европейских странах — это лишь атрибут средневековой истории, в других оно дожило практически до новейшего времени.
Во многих крупных европейских странах крепостная зависимость появляется в IX—X веках (Англия, Франция, западная Германия) в некоторых появляется гораздо позже, в XVI—XVII веках (северо-восточная Германия, Дания, восточные области Австрии). Исчезает крепостная зависимость либо целиком и в значительной мере ещё в средние века (западная Германия, Англия, Франция), либо удерживается в большей или меньшей степени до XIX века (Германия, Речь Посполитая, Австро-Венгрия). В некоторых странах процесс освобождения крестьян от личной зависимости идёт параллельно с процессом либо полного (Англия), либо частичного и медленного обезземеления (северо-восточная Германия, Дания); в других освобождение не только не сопровождается обезземелением, а напротив, вызывает нарастание и развитие мелкой крестьянской собственности (Франция, отчасти западная Германия).
Крепостное право на территории Западной Европы в XIV—XV веках почти исчезло.

### Англия
Процесс феодализации, начавшийся ещё в англосаксонский период, постепенно превратил значительное число прежде свободных крестьян-общинников (керлов), владевших и общинной землёй, и частными наделами (фольклендом и боклендом), в крепостных людей, зависимых от произвола владельца (англ. hlaford) в отношении размера их повинностей и платежей.
Процесс шёл медленно, но уже в VII—VIII веках стали заметны следы уменьшения числа свободных людей. Этому способствовало увеличивающаяся задолженность мелких крестьян, усиливающаяся необходимость искать защиты у людей сильных. В течение Х и XI веков значительная часть керлов перешла в категорию зависимых людей, сидящих на чужих землях. Патронат владельца стал обязательным; владелец превратился в почти полного господина подвластного населения. Его судебные права над крестьянами расширились; на него же была возложена полицейская ответственность за охрану общественного спокойствия в подчинённой ему области.
Само слово «керл» всё чаще заменялось выражением виллан (крепостной). Во время составления «Книги страшного суда» существовал целый ряд градаций в среде крестьянства. Самую низшую ступень занимали вилланы маноров (англ. villein); почти полная зависимость от лорда, неопределённость платежей и повинностей, отсутствие, за немногими исключениями, охраны в общих судах королевства — вот что характеризует положение этого класса. Бежавшего крепостного лорд, до истечения года и одного дня, имел право вернуть обратно. Крепостные обязаны были работать на сеньора круглый год, по 2—5 дней в неделю, выходить в рабочую пору на поле со всей семьёй или с наёмными людьми.
Большинство крестьян, сидевших по преимуществу на коронных землях, также держали землю на вилланском праве (англ. in villenage) и отбывали барщину и другие повинности. Однако развитие товарно-денежных отношений способствовало постепенному освобождению вилланов от крепостной повинности.
Серьёзный удар по крепостному праву оказало восстание Уота Тайлера. В XIV веке практически повсеместно в Англии произошло освобождение крестьян из личной крепостной зависимости и замена её поземельной. Барщина была заменена денежной рентой, объём повинностей был зафиксирован, а вилланское держание было вытеснено копигольдом, дающим значительно больший объём гарантий крестьянину.
Статут 1388 года в связи с резким сокращением населения из-за Чёрной смерти запрещал уход работников без свидетельства, удостоверяющего цели и сроки отлучки — в противном случае следовало наказание за бродяжничество.
В 1405 году из-за обезлюдивания деревни устанавливаются дополнительные ограничения для родителей, желающих отдать своих детей к ремесленникам, дабы не «прельщались щегольством в одежде и другими излишествами городских рабочих».

#### Огораживание
Параллельно с процессом освобождения крепостных развивался процесс лишения английских крестьян их наделов. Уже в первой половине XV века переход от земледелия к пастбищному хозяйству оказался настолько выгодным, что капиталы стали направляться на разведение овец и на расширение пастбищ за счёт пашни. Крупные землевладельцы вытесняли мелких держателей-крестьян. Ограничиваются или просто отменяются права жителей деревни на пользование общинными угодьями, попадавшими в руки крупных землевладельцев. В XVI веке огораживание пастбищ приняло широкие размеры и получило поддержку со стороны судов и государственной администрации. Так, из законодательных актов 1488 года видно, что там, где раньше жили до 200 крестьян,  оставалось лишь 2—4 пастуха.
Процесс изменения крестьянских поземельных отношений был завершён, в существенных чертах, в XVI веке: связь крестьян с землёй была порвана. Прежде крестьяне обрабатывали собственную землю, которую они держали на феодальном праве; теперь они в большинстве своём были согнаны со своих наделов и лишились прав на общинную землю. Большая их часть вынуждена была превратиться в сельских рабочих, батраков. Одновременно происходил процесс усиления свободного крестьянского хозяйства, переводимого на капиталистические рамки, что привело к образованию значительного слоя зажиточных крестьян-арендаторов (йоменов).

### Испания
В Испании распространение крепостного права было неоднородным. В Астурии, Леоне и Кастилии сервитаж никогда не являлся всеобщим: уже к X веку большинство населения в землях Леона и Кастилии принадлежало к классу частично свободных земледельцев — условных держателей наделов, имевших, в отличие от сервов, личные права. Однако юридический статус этой прослойки (хуньорес, или соларьегос) отличался известной неопределённостью, что требовало от кастильских королей подтверждать их права для защиты от сеньориальных притеснений: так, Альфонсо X в XIII столетии в своём указе объявлял о праве соларьего оставить свой надел в любой момент времени, хотя и без права его отчуждения в свою пользу; Альфонсо XI Справедливый в следующем веке запрещал землевладельцам любое изъятие земли у держателей и их потомков при условии фиксированных выплат в пользу феодала. Окончательное личное освобождение крестьян в землях Кастильской короны относят к первой половине XIV века, хотя в некоторых районах этот процесс мог продолжаться несколько дольше, а эпизодические (но уже противозаконные) сеньориальные злоупотребления могли происходить и позднее.
В Арагоне и Каталонии крепостное право было значительно более тяжёлым, сравнимым с французским, в чём усматривают франкское влияние. Результатом мощного народного восстания в Каталонии конца XV века стало подписание королём Фердинандом Гвадалупской сентенции в 1486 г., окончательно отменявшей на условиях денежного выкупа все формы личной зависимости крестьянина от феодала по всей Испании.

### Нидерланды
Крепостное право в Нидерландах систематично существовало до Позднего Средневековья. На большей части территории страны крестьяне получили свободу к 1500-м гг., однако в некоторых местностях, в частности, на востоке провинций Дренте, Оверэйссел и Гелдерланд усечённые формы серважа сохранялись до самого завоевания страны революционной Францией. Преимущественно этими последними очагами крепостничества были изолированные поселения, нередкие для восточной части страны, чьё местоположение затрудняло включение их в правовую систему Республики Соединённых провинций и консервировало в них сеньориальную власть.

## Крепостное право в Центральной Европе
Возникнув ещё в раннем средневековье, крепостное право в Центральной и Восточной Европе надолго становится важнейшим элементом социальных отношений в сельском хозяйстве. Безраздельное политическое господство дворянства, заинтересованного в обеспечении безудержной эксплуатации крестьян, обусловили распространение т. н. «второго издания крепостничества» в Восточной Германии, Прибалтике, Речи Посполитой, Чехии, Венгрии.
В Восточной (Заэльбской) Германии крепостное право получает особенно полное развитие после Тридцатилетней войны 1618—1648 годов и наиболее тяжёлые формы приняло в Мекленбурге, Померании, Восточной Пруссии.

Ничто не принадлежит вам, душа принадлежит Богу, а ваши тела, имущество и всё, что вы имеете, является моим.
— Из помещичьего устава, определяющего повинности крестьян, Шлезвиг-Гольштейн, 1740 год
С середины XVII века крепостное право распространяется в Чехии. В Венгрии было закреплено в Уложении (Трипартитум), изданном после подавления восстания Дьёрдя Дожи 1514 года. В Польше нормы крепостного права, начинавшие складываться уже с середины XIV века, вошли в Пётрковский статут 1496 года. Крепостное право распространялось в этих странах на основную массу крестьян. Оно предполагало многодневную (до 6 дней в неделю) барщину, лишение крестьян большинства владельческих, гражданских и личных прав, сопровождалось сокращением крестьянской запашки или даже обезземелением части крестьян и превращением их в бесправных холопов или временных владельцев земли.
В империи Габсбургов император Иосиф II в 1781 году дал крепостным, сначала в Чехии, а потом и в других землях, гражданские права и возможность свободно выбирать место жительства и род занятий, оставив от крепостного права лишь ограниченную барщину. Крестьянская реформа 1848 г. объявила «рустикальные земли» частной собственностью крестьян законом Фердинанда І от 17 апреля 1848 г., по которому с 15 мая 1848 г. ликвидировались крестьянские повинности в королевстве Галиция, и законом от 7 сентября 1848 г., по которому полностью отменялись крепостные взаимоотношения в Австрийской империи.

### Крепостное право в Польше
Ранний этап существования крепостной зависимости в Польше (XIV—XV века) во многом похож на соответствующий этап в Западной Европе. Однако после этого, когда в Западной Европе значение крепостничества уменьшилось, а в некоторых странах оно вовсе исчезло, в Польше начался обратный процесс, который принято называть вторичным закрепощением. С начала XVI века, когда вступили в силу Королевский универсал 1518 года и Торуньский статут 1520 года, крестьяне, населяющие шляхетские земли, были обязаны за пользование ими работать на барщине (панщина). С середины XVIII века происходил процесс постепенного отказа от панщины и замены её чиншевой рентой.
В конце XVIII века реформаторское движение в Польше вылилось в конституцию от 3 мая 1791 г., которая формально взяла крестьянство под защиту государства (позже конституция была отменена в 1792 г. польскими магнатами, поддерживаемыми российским правительством). Полная отмена крепостного права была провозглашена Поланецким универсалом 7 мая 1794 г., но через год Польша окончательно была разделена её соседями. В XIX веке в прусской, австрийской и российской частях Польши происходили различные реформы. Крепостное право было отменено в Пруссии в 1807 г., в Австрии в 1848 г., в России в 1861 г. (1864 г. в Царстве Польском).

## Крепостное право в Северной Европе
В Швеции и Норвегии крепостного права как такового не сложилось.
Положение крестьян в средневековой Дании было более приближённым к германскому образцу.
Ещё в конце XV века около 20 % всей земли находились в руках крестьян-собственников. Усиление дворянства и духовенства положило начало полному изменению в положении крестьян. Платежи и повинности их стали умножаться, хотя до XVI века всё ещё были определёнными; началось насильственное обращение крестьян-собственников во временных арендаторов.
По мере увеличения выгод от сельского хозяйства вследствие большого спроса на хлеб и скот дворяне-помещики всё упорнее стремятся к расширению помещичьей запашки путём усиленного сноса крестьянских дворов. Барщина, в XIV—XV веках не превышавшая 8 дней в году, растёт и ставится в зависимость от усмотрения помещика; переход крестьянам дозволяется лишь с согласия помещика. В XVI веке часть крестьян превращается в настоящих крепостных.
При Фредерике I крепостные крестьяне нередко продаются без земли, как скот — главным образом в Зеландии. После революции 1660 года, произведённой горожанами, положение крестьян ещё более ухудшилось. Что до тех пор было злоупотреблением, то теперь было занесено в изданный Христианом V кодекс законов. Помещики сделались правительственными агентами по части взимания налогов и поставки рекрутов. Их полицейско-дисциплинарная власть была соответственно усилена круговой порукой. Если отягощённые налогами крестьяне бежали, лежавшие на них поборы распределялись между оставшимися на месте. Крестьяне изнемогали под бременем непосильных работ и платежей; разорялась и вся страна. Лишь законами 1791, 1793, 1795 и 1799 годов барщина была ограничена; затем был установлен порядок выкупа барщины и перевод её на деньги. В Зеландии барщина продержалась до 1848 года. Законом 1850 года крестьянам дано право выкупа барщины, что и повлекло за собою полное её уничтожение.

## Крепостное право в России
В Киевской Руси и Новгородской республике землепашество лежало на плечах смердов, закупов и холопов. По Русской Правде смерды первоначально (в период подсечно-огневого земледелия) были независимыми крестьянами, которые имели своих холопов и которых судил князь. Они владели земельными наделами, которые могли передавать по наследству сыновьям (если сыновей не было, то надел отходил князю). Позже, с постепенным сосредоточением земельных владений в руках феодалов, в том числе монастырей, смерды теряют независимость. В Новгородской республике большинство смердов обрабатывали землю, принадлежавшую Великому Новгороду, хотя также упоминаются княжеские, епископские и монастырские смерды.
Закупы были зависимыми крестьянами, которые сами переходили во временное холопство, расплачиваясь своим трудом за долг («закуп»), после чего они становились лично свободными. Холопами называли рабов из местного населения.
В Русском государстве на рубеже XV и XVI веков оформилась поместная система. Великий князь передавал поместье служилому человеку, который был обязан за это воинской службой. Поместное дворянское войско использовалось в непрерывных войнах, которое вело государство против Литвы, Ливонии, Казанского ханства, Речи Посполитой и Швеции, и в обороне пограничных областей от крымских и ногайских набегов: десятки тысяч дворян призывались каждый год на «береговую» (по Оке и Угре) и пограничную службу.
Крестьянин был лично свободным и держал земельный участок по договору с владельцем поместья. Он обладал правом выхода или отказа, то есть правом уйти от землевладельца. Землевладелец не мог согнать крестьянина с земли перед жатвой, крестьянин не мог покинуть свой участок, не рассчитавшись с хозяином по окончании жатвы. Судебник Ивана III устанавливал однообразный срок для крестьянского выхода, когда обе стороны могли рассчитаться друг с другом. Это неделя до Юрьева дня (26 ноября) и неделя, следующая за этим днём.
Вольный человек становился крестьянином с той минуты, как «наставлял соху» на тяглом участке (то есть начинал исполнять государственную обязанность по обработке земли) и переставал быть крестьянином, как только бросал земледелие и принимался за другое занятие.
Даже Указ о пятилетнем сыске крестьян от 24 ноября (4 декабря) 1597 года не отменял крестьянского «выхода» (то есть возможность уйти от землевладельца) и не прикреплял крестьян к земле. Этот акт лишь определял необходимость возврата сбежавшего крестьянина к прежнему землевладельцу, если уход состоялся в пятилетний срок до 1 (11) сентября 1597 года. Указ говорит только о тех крестьянах, которые покидали своих землевладельцев «не в срок и без отказу» (то есть не в Юрьев день и не уплатив «пожилое»). Однако землевладельцы, пользуясь малограмотностью либо тяжёлым положением крестьян, зачастую нарушали право «Юрьева дня».
Лишь при царе Алексее Михайловиче Соборное Уложение 1649 года устанавливает бессрочную прикреплённость к земле (то есть невозможность крестьянского выхода) и крепость владельцу (то есть власть владельца над крестьянином, находящимся на его земле). Именно тогда возникла присказка: «Вот тебе, бабушка, и Юрьев День!»
Однако, и согласно Соборному уложению владелец поместья не имеет право посягать на жизнь крестьянина и лишать его земельного участка. Допускается передача крестьянина от одного владельца к другому, однако и в этом случае крестьянин должен быть снова «посажен» на землю и наделён необходимым личным имуществом («животами»).
С 1741 года помещичьи крестьяне устраняются от присяги, происходит монополизация собственности на крепостных в руках дворянства и крепостное право распространяется на все разряды владельческого крестьянства; 2-я половина XVIII века — завершающий этап развития государственного законодательства, направленного на усиление крепостного права в России.
Однако на значительной части территории страны, на русском Севере, на большей части Уральского региона, в Сибири (где основную массу сельского населения составляли черносошные, затем государственные крестьяне), в южные казачьи области крепостное право пришло на 200 лет позже остальной России и имело свои особенности.

### Хронология закрепощения крестьян в России
Кратко хронологию закрепощения крестьян в России можно представить так:
1. 1497 год — Введение ограничения права перехода от одного помещика к другому — Юрьев день.
2. 1581 год — отмена крестьянского выхода в определённые годы — «заповедные лета».
3. 1590-е годы — Повсеместная отмена Юрьева дня. Временная мера в связи с тяжёлым положением.
4. 1597 год — Право помещика на розыск беглого крестьянина в течение 5 лет и на его возвращение владельцу — «урочные лета».
5. 1637 год — Срок сыска беглых крестьян увеличен до 9 лет.
6. 1644 год — Срок сыска беглых крестьян увеличен до 10 лет, а насильно вывезенных другими помещиками — до 15 лет.
7. 1649 год — Соборным уложением 1649 года царя Алексея Михайловича было установлено окончательное закрепощение крестьян. Были отменены урочные лета, введён бессрочный сыск, объявлена вечная и потомственная крепость крестьян. При этом устанавливалась и обязанность помещика-укрывателя заплатить за незаконное использование труда чужого крепостного. По закону 1675 г. царь разрешил продавать владельческих крестьян без земли. От рабов крепостные отличались лишь наличием собственного хозяйства на земле помещика.
8. 1718—1724 годы — податная реформа, окончательно прикрепившая крестьян к земле.
9. 1747 год — помещику предоставлялось право продавать своих крепостных в рекруты любому лицу.
10. 1760 год — помещик получил право ссылать крестьян в Сибирь.
11. 1765 год — помещик получил право ссылать крестьян не только в Сибирь, но и на каторжные работы.[14]
12. 1767 год — крестьянам было строго запрещено подавать челобитные (жалобы) на своих помещиков лично императрице или императору[15].
13. 1783 год — восстановление крепостного права на Левобережной Украине.

### Отмена крепостного права в России
В 1861 году в России была проведена крестьянская реформа, отменившая крепостное право. Основной причиной данной реформы явился глубокий кризис крепостнической системы и самого российского государства. В обстановке крестьянских волнений, особенно усилившихся во время Крымской войны, правительство во главе с Александром II пошло на отмену крепостного права.

### Использование термина «крепостное право» для советского периода
Иногда термины «прикрепление крестьян к земле» и «крепостное право» (первым, по-видимому, это сделал один из лидеров правых коммунистов Бухарин в 1928 году) употребляют и по отношению к колхозной системе в период правления в СССР Сталина, имея в виду введённые в 1930-е годы ограничения по свободе перемещения крестьян, а также обязательные продпоставки (своего рода «оброк») от колхозов и работу на государственной земле (своего рода «барщину») в совхозах.

## Официальные даты отмены крепостной зависимости по странам
Официальное прекращение крепостного права не всегда означало его реальной отмены и тем более улучшения условий жизни крестьян
- Княжество Валахия: 5.8.1746 (1-я стадия, 2-я стадия — 1864)
- Молдавское княжество: 6.8.1749 (1-я стадия, 2-я стадия — 1864)
- Курфюршество Саксония: 19.12.1771 (1-я стадия, 2-я стадия — 17.3.1832)
- Священная Римская империя (Габсбургская монархия): 1.11.1781, 11.6 и 12.7.1782 (1-я стадия, 2-я стадия — 1848)
  - Королевство Венгрия: 23.7.1785 (1-я стадия, 2-я стадия — 1848)
- Маркграфство Баден: 23.7.1783
- Дания: 20.6.1788 (1-я стадия, 2-я стадия — 1.1.1800)
- Франция: 4.8.1789
- Швейцария: 4.5.1798
- Нидерланды: 12.6.1798 (1-я стадия, 2-я стадия — 1.1.1811)
- Шлезвиг-Гольштейн (в составе Дании): 19.12.1804
- Померания (в составе Швеции): 4.7.1806
- Варшавское герцогство: 22.7.1807 (1-я стадия, 2-я стадия — 1863)
- Королевство Пруссия: 9.10.1807 (1-я стадия, 2-я стадия — 1811—1823)
- Королевство Вестфалия: 1807
- Королевство Бавария: 31.8.1808
- Герцогство Нассау: 1.9.1812
- Испания: 18.3.1812 (1-я стадия, 2-я стадия — 26.8.1837)
- Аргентина: 1813
- Королевство Вюртемберг: 18.11.1817
- Великое герцогство Гессен: 1820
- Великое герцогство Мекленбург-Шверин: 1820
- Королевство Ганновер: 1831
- Гессен-Кассель: 1831
- Королевство Саксония: 17.3.1832
- Королевство Гавайи: 1835
- Княжество Сербия: 1835
- Австрийская империя: 7.9.1848
  - Королевство Венгрия: 18.3.1848 (1-я стадия, 2-я стадия — 2.3.1853)
  - Королевство Хорватия: 25.4.1848
- Болгария: 1858 (в составе Османской империи — де-юре, де-факто — 1879)
- Российская империя: 19.2.1861
  - Старая Финляндия: 1812 (в составе Великого княжества Финляндского)
  - Эстляндская губерния: 23.5.1816
  - Курляндская губерния: 25.8.1817
  - Лифляндская губерния: 26.3.1819
  - Тифлисская губерния: 13.10.1864
  - Кутаисская губерния: 13.10.1865
  - Мегрелия: 1.12.1866
  - Бессарабская губерния: 14.6.1868
  - Абхазия, Армения, Азербайджан: 1870
  - Сванетия: 1871
  - Калмыцкая степь: 1892
- Японская империя: ок. 1868—1889 — по итогам реставрации Мэйдзи
- Тонга: 1862
- Исландия: 1894
- Босния и Герцеговина: 1918
- Афганистан: 1923
- Тибет: 28.3.1959
- Бутан: 1959

### Отражение в исторических и литературных трудах
Мои родные по линии матери были крепостные Тульской губернии. Дядья моей бабушки Федосьи Антоньевны работали в оброк на ткацкой фабрике в Москве. <…>
В поместье Тульской губернии человек, владевший моими предками, вероятно, не предполагал, садясь за карточный стол, что его игра отразится на моей судьбе, — сыграл неудачно. В результате проигрыша полдеревни мужиков и баб с детьми оказались перешедшими во владение счастливого партнёра по картам, поместье которого было на Волге. <…>

— Всего натерпелись — и по миру ходили… Ребятишек перемерло — страсть. Всю дороженьку крестами уметили… Двенадцать недель путь делали. На самое Успенье Волгу увидели…— Петров-Водкин, Кузьма Сергеевич, «Хлыновск»